# SSMEM1
SSMEM1 (англ. Serine rich single-pass membrane protein 1) – білок, який кодується однойменним геном, розташованим у людей на короткому плечі 7-ї хромосоми. Довжина поліпептидного ланцюга білка становить 244 амінокислот, а молекулярна маса — 28 167.
| 10         |  | 20         |  | 30         |  | 40         |  | 50         |
| ---------- |  | ---------- |  | ---------- |  | ---------- |  | ---------- |
| MGDLFSLFWE |  | VDPPPIPVNC |  | AIPNQDYECW |  | KDDSCGTIGS |  | FLLWYFVIVF |
| VLMFFSRASV |  | WMSEDKKDEG |  | SGTSTSVRKA |  | SKETSCKRQS |  | KDSAWDPSQT |
| MKKPKQNQLT |  | PVTNSEVALV |  | NAYPEQRRAR |  | RQSQFNEVNQ |  | NQHDSDTTEY |
| GSEESNSEAS |  | SWKESESEHH |  | PSPDSIKRRK |  | MAQRQRNLGS |  | YQMSERHCLH |
| CKALRTNEWL |  | AHHSRQKPSV |  | TPPMKRDSQE |  | ESSISDINKK |  | FSKF       |

A: Аланін

C: Цистеїн

D: Аспарагінова кислота

E: Глутамінова кислота

F: Фенілаланін

G: Гліцин

H: Гістидин

I: Ізолейцин

K: Лізин

L: Лейцин

M: Метіонін

N: Аспарагін

P: Пролін

Q: Глутамін

R: Аргінін

S: Серин

T: Треонін

V: Валін

W: Триптофан

Локалізований у мембрані.